# DST Global
DST Global — международный венчурный фонд, инвестирующий в интернет-компании на поздних стадиях.
Фонд был создан Юрием Мильнером в 2005 году как Digital Sky Technologies и первоначально инвестировал в российские интернет-компании. В 2009 году возник DST Global, инвестировавший средства Алишера Усманова в акции американских компаний Facebook, Zynga, Groupon. В 2010 году фонд был разделён на управляющую российскими активами компанию, ставшую Mail.ru Group (ныне VK), и инвестиционное направление DST Global.
Всего создано пять фондов семейства DST Global. По данным Комиссии по ценным бумагам и биржам США, фонды Мильнера собрали за все время около 2,9 млрд долларов. Привлечением средств инвесторов и управлением занимается DST Global Advisors, подконтрольная Юрию Мильнеру.

## Digital Sky Technologies (2005—2010)
Фонд Digital Sky Technologies (DST) был основан Юрием Мильнером и Григорием Фингером в 2005 году. DST совместил функции инвестиционного фонда и инкубатор для перспективных технологических компаний. Акционеры консолидировали в новой структуре свои доли в компании Mail.ru, получив в последней контрольный пакет — 52 %.

## Фонды семейства DST Global
DST Global
Первый фонд DST Global получил доли в Facebook, разработчике игр Zynga и сервисе интернет-скидок Groupon, приобретённые на средства Алишера Усманова. Усманов был крупнейшим пайщиком, обеспечив около 75 % капитала; всего вклад российских инвесторов составил примерно 80 %. В 2012 DST Global продал часть акций во время IPO Facebook. По данным Bloomberg, DST Global показал почти пятикратный возврат на вложенный капитал, внутренняя норма доходности на вложенный капитал составила 151 % годовых.
DST Global II
Фонд DST Global II, созданный в конце 2010 года, собрал у инвесторов 867 миллионов долларов. Среди инвестиций: музыкальный сервис Spotify, сервис микроблогов Твиттер, сервис аренды квартир Airbnb, китайские Alibaba Group и онлайн-ретейлер JD.com. В DST Global II доля инвесторов-россиян составила около 20 %, остальное вложили западные и азиатские инвесткомпании и фонды. Усманов и Мильнер внесли в капитал акции Facebook на 50 миллионов долларов.
DST Global III
В марте 2012 стало известно, что Мильнер собирает фонд DST Global III объёмом 1 млрд долларов. DST Global III создавался для инвестиций в технологические компании на поздней стадии развития, которых оценивается не менее чем в 500 млн долларов.
В капитал третьего фонда Мильнер и Усманов, как и в случае второго фонда, внесли акции Facebook на 50 миллионов долларов. Для инвесторов первых двух фондов были предложены особые условия. Они могли приобрести акции Facebook с 12%-ным дисконтом к «внутренней оценке», рассчитанной по методике DST: на тот момент вся компания Facebook оценивалась 74 млрд долларов, для инвесторов — на 9 млрд меньше. Кроме того, эти инвесторы уплачивали управляющим фонда на 25 % меньше, чем все остальные.
DST Global IV
В июне 2014 был запущен DST Global IV.
DST Global V
В июле 2015 началось формировании фонда DST Global V, к августу он привлёк 1,7 млрд долларов. Состав акционеров, а также конечный размер фонда неизвестны. Основной капитал был привлечён у частных суверенных фондов и частных индивидуальных инвесторов.